# Встановлений період
Встановлений період(англ. The Fixed Period) — антиутопічний сатирико-фантастичний роман англійського письменника Ентоні Троллопа. Вперше він був опублікований 6 випусками в журналі «Блеквуд» в 1881—1882 роках, як самостійна книга вийшов друком 1882 року. У тому ж році опубліковано в США і Німеччині.

## Зміст
Події відбуваються у вигаданій країні Британнула, що розташовується на острові, неподалік від Нової Зеландії. Це колишня британська колонія, що в середині XX століття здобула незалежність. Втім тут зберігаються британські закони, звичаї й валюта. Столиця — Гладстонполіс. На чолі знаходиться виборний президент, діє однопалатний парламент. Основу становить вівчарство й торгівля вовною.
Коли Брітаннула здобула незалежність, середній вік становив 30 років. Тому, коли було запропоновано встановити максимальний вік у 67 років, парламент схвалив це рішення. Людина, яка досягала цього віку, переселялася до «Коледжу» (установи в місті Некрополь), з подальшим «від'їздом» (евтаназією) і кремацією, у віці 68 років. «Від'їзди» ще не проводилося, оскільки ніхто з жителів Британнули не досяг «встановленого періоду».
Головний герой — Габріель Красвеллер, успішний торговець-фермер. Він є найстарішим громадянином Британнули. Народившись в 1913 році, він емігрував з Нової Зеландії, коли був молодиком, і зіграв важливу роль в створенні нової республіки. В свій час підтримав закон про встановлений термін. Втім з його наближенням все більше розмірковує про бажання жити надалі. До того ж Красвеллер здоровий і енергійний, його розумові здібності не погіршуються. Це засмучує його друга Джона Невербенда, президента Британнули, який був одним з ініціаторів закону, оскільки вважав, що людина у 67 років буде неминуче кволою, немічною.
Габріель Красвеллер починає вигадувати, що народився роком пізніше. Втім Невербенд намагається довести правду. Разом з тим виявляє, що інші громадяни, які також починають досягати «встановленого віку» починають вигадувати різні причини, щоб не померти. Втім Джон Невербенд отримує підтримку з боку молодого члена парламенту Авраам Грундле, який заручений з Євою Красвеллер, бажаючи швидше успадкувати статки її батька.
Зрештою Невербенд наказує відправити Красвеллера до «Коледжу». Але на шляху до місця територію Британнули атакує англійський флот, що звільняє Габріеля Красвеллера, а також окупує Британнулу, встановлюючи на ній свою владу. Невербенд втрачає посаду, його відправляють до Великої Британії.